# Magdalena Lamparska
Magdalena Anna Lamparska (ur. 6 stycznia 1988 w Słupsku) – polska aktorka telewizyjna, filmowa i teatralna.

## Życiorys

### Wykształcenie
Ukończyła II Liceum Ogólnokształcące im. Adama Mickiewicza w Słupsku. Jest absolwentką Akademii Teatralnej im. Aleksandra Zelwerowicza w Warszawie (2010).

### Kariera
Przez wiele lat była chórzystką Chóru „Fantazja” w Słupsku, z którym trzykrotnie zdobyła Grand Prix w Ogólnopolskim Konkursie Chórów a cappella w Bydgoszczy. Pracowała również jako modelka. Prowadziła bloga. Trenowała salsę, uprawia lekkoatletykę, narciarstwo, pływa i gra w siatkówkę.
Była uczestniczką czwartej edycji programu rozrywkowego Polsatu Dancing with the Stars. Taniec z gwiazdami (2015).
Wraz z Jowitą Radzińską i Olgą Bołądź jest współzałożycielką Fundacji Gerlsy, powstałej w 2018 roku, charakteryzującej się działaniem kulturalno-edykacyjno-oświatowym oraz dobroczynnością polegającej na poprawieniu sytuacji kobiet.

## Życie prywatne
Jest żoną podróżnika Bartka Osumka, z którym ma syna Tymoteusza (ur. 2017) oraz córkę Milę Magdalenę (ur. 2022).

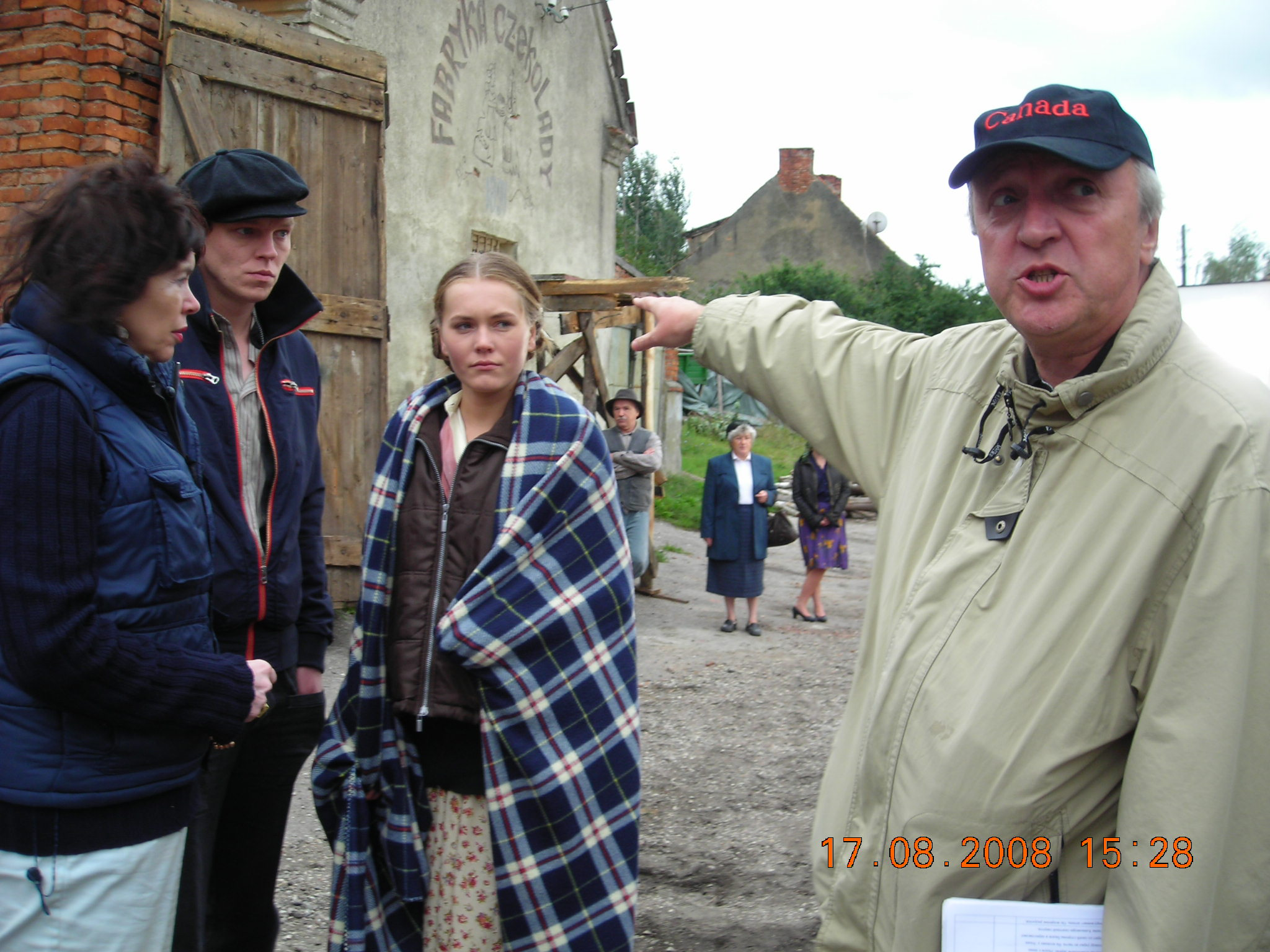
Magdalena Lamparska na planie filmu Tylko nie teraz w sierpniu 2008

## Filmografia
- 2007: Jutro idziemy do kina, jako Małgosia
- 2008: Tylko nie teraz, jako Elka
- 2008–2009: 39 i pół, jako Marta, dziewczyna Patryka
- 2009: I pół, jako Marta, dziewczyna Patryka
- 2009: Zero, jako dziewczyna w supermarkecie
- 2010: Możesz być kim chcesz?[5], jako Marika
- 2010: Na dobre i na złe, jako Joasia (odc. 432)
- 2010–2013: Hotel 52, jako kelnerka i recepcjonistka Marta Jordan
- 2011: Ojciec Mateusz, jako Bożena (odc. 76)
- 2011: Sałatka z bakłażana[6], jako gosposia
- 2012: Big Love, jako koleżanka z klasy Emilii
- 2012: Prawo Agaty, jako Marlena Moczulska (odc. 28)
- 2013–2014: To nie koniec świata, jako Ulka, przyjaciółka Anki
- 2014: O mnie się nie martw, jako Dorota (odc. 7)
- 2014: Bogowie, jako barmanka
- 2015: Wkręceni 2, jako aktorka
- 2015: Ojciec Mateusz, jako Anka (odc. 162)
- 2015: Listy do M. 2, jako Magda
- 2016: Bez paniki, z odrobiną histerii (No Panic, With A Hint Of Hysteria), jako Kamila
- 2016: Kochaj!, jako Weronika, przyjaciółka Sawy
- 2017: Porady na zdrady, jako Kalina
- 2017: Niania w wielkim mieście, jako Danuta „Dana” Mazurek
- 2017: Azyl (The Zookeeper’s Wife), jako Wanda Englert
- 2019: Za marzenia, jako "Telma" (odc. 14)
- 2019: Ojciec Mateusz, jako Magda (odc. 271)
- 2019: 1800 gramów, jako Bożena
- 2019: 39 i pół tygodnia, jako Marta Jankowska, żona Patryka
- 2020: W rytmie serca, jako Alicja Szumil
- 2020: 365 dni, jako Olga, przyjaciółka Laury
- 2020: Banksterzy, jako Magda
- 2021: The End, jako uczestniczka pogrzebu Sednama
- 2021: Jak pokochałam gangstera, jako Halina Ostrowska
- 2022: Poskromienie złośnicy, jako Kasia[7]
- 2022: 365 dni: Ten dzień, jako Olga, przyjaciółka Laury
- 2022: Kolejne 365 dni, jako Olga, przyjaciółka Laury
- 2023: Na twoim miejscu, jako Edyta
- 2023: Poskromienie złośnicy 2 czyli wiele hałasu o nic, jako Kaśka
- 2023: Ślub doskonały, jako pokojówka
- 2023: Cały ten seks, jako Alicja
- 2024: Cisza nocna, jako instruktorka gimnastyki
- 2024: Śleboda, jako Daria Śleboda

## Role teatralne
- 2008: Betlejem polskie, Teatr Nowy w Słupsku, Anioł ludowy
- 2009–2013: Balladyna, Teatr Narodowy w Warszawie, Alina
- 2013: Ślub doskonały, Teatr Kwadrat w Warszawie, Julie[8]
- 2013: Berek czyli upiór w moherze, Teatr Kwadrat w Warszawie, Małgorzata
- 2024: Klaps! 50 twarzy Greya,  Teatru Polonia w Warszawie, Natasza

## Polski dubbing
- 2010: Brygada – Keiko
- 2010: Victoria znaczy zwycięstwo – Jana
- 2010: SpongeBob Kanciastoporty – różne postacie

## Nagrody
- 2005: Główna Nagroda na Ogólnopolskim Festiwalu Monodramów Ewenement w Stargardzie Szczecińskim za monodram Niemowa
- 2006: Miejski Coroczny Kwazar Młodych Młodzieżowego Centrum Kultury w Słupsku dla najlepszej aktorki
- 2010: Wyróżnienie za główną rolę żeńską w filmie Tylko nie teraz na festiwalu Kinoforum w Petersburgu
- 2010: Główna Nagroda za najlepszą rolę kobiecą w filmie Tylko nie teraz na VIII Otwartym Festiwalu Teatru i Filmu Rosyjskiego Amurska Jesień 2010 w Moskwie